# Tsuyama
Tsuyama (Japans: 津山市, Tsuyama-shi) is een stad in de Japanse prefectuur Okayama. Begin 2014 telde de stad 103.953 inwoners.

## Geschiedenis
Op 11 februari 1929 kreeg Tsuyama het statuut van stad (shi). In 2005 werden de gemeenten Kamo (加茂町), Shoboku (勝北町), Kume (久米町) en het dorp Aba (阿波村) toegevoegd aan de stad.

## Partnersteden
- Santa Fe, Verenigde Staten
- Allahabad, India

## Geboren
- Kaishu Sano (2000), voetballer
- Kodai Sano (2003), voetballer

Steden:
Akaiwa · Asakuchi · Bizen · Ibara · Kasaoka · Kurashiki · Maniwa · Mimasaka · Niimi · Okayama (hoofdstad) · Setouchi · Soja · Takahashi · Tamano · Tsuyama

Districten:
Aida · Asakuchi · Kaga · Katsuta · Kume · Maniwa · Oda · Tomata · Tsukubo · Wake
Gemeenten per district